# Élections législatives de 1993 dans le Jura
Les élections législatives françaises de 1993 se déroulent les 21 et 28 mars 1993. Dans le département du Jura, trois députés sont à élire dans le cadre de trois circonscriptions.

## Élus
| Circonscription | Député sortant         | Parti | Parti | Député élu ou réélu | Parti | Parti    |
| --------------- | ---------------------- | ----- | ----- | ------------------- | ----- | -------- |
| 1re             | Alain Brune            |       | PS    | Jacques Pélissard   |       | RPR      |
| 2e              | Jean Charroppin        |       | RPR   | Jean Charroppin     |       | RPR      |
| 3e              | Jean-Pierre Santa Cruz |       | PS    | Gilbert Barbier     |       | UDF (AD) |

## Positionnement des partis
Les candidats d'alliance RPR-UDF et divers droite se présentent sous la bannière de l'Union pour la France et ceux du Parti socialiste derrière l'Alliance des Français pour le Progrès. Par ailleurs, Les Verts et Génération écologie s'unissent sous l'étiquette Entente des écologistes.

## Résultats

### Résultats à l'échelle du département
| Parti          | Parti                                 | Premier tour | Premier tour | Second tour | Second tour | Sièges |
| Parti          | Parti                                 | Voix         | %            | Voix        | %           | Sièges |
| -------------- | ------------------------------------- | ------------ | ------------ | ----------- | ----------- | ------ |
|                | Rassemblement pour la République      | 30 082       | 26,40        | 38 588      | 38,85       | 2      |
|                | Union pour la démocratie française    | 16 895       | 14,82        | 23 457      | 23,61       | 1      |
|                | Divers droite                         | 5 347        | 4,69         | Retrait     | Retrait     | 0      |
|                | Union pour la France                  | 52 324       | 45,91        | 62 045      | 62,46       | 3      |
|                |                                       |              |              |             |             |        |
|                | Parti socialiste                      | 18 571       | 16,30        | 17 203      | 17,32       | 0      |
|                | Alliance des Français pour le progrès | 18 571       | 16,30        | 17 203      | 17,32       | 0      |
|                |                                       |              |              |             |             |        |
|                | Les Verts                             | 8 728        | 7,66         | 20 088      | 20,22       | 0      |
|                | Génération écologie                   | 815          | 0,72         |             |             | 0      |
|                | Entente des écologistes               | 9 543        | 8,37         | 20 088      | 20,22       | 0      |
|                |                                       |              |              |             |             |        |
|                | Front national                        | 12 996       | 11,40        |             |             | 0      |
|                | Parti communiste français             | 8 236        | 7,23         | 0           |             |        |
|                | Divers écologiste dont LT-LNÉ         | 7 230        | 6,34         | 0           |             |        |
|                | Divers                                | 2 519        | 2,21         | 0           |             |        |
|                | Extrême gauche dont LO et PT          | 1 605        | 1,41         | 0           |             |        |
|                | Extrême droite                        | 941          | 0,83         | 0           |             |        |
|                |                                       |              |              |             |             |        |
| Inscrits       | Inscrits                              | 176 153      | 100,00       | 176 096     | 100,00      | 3      |
| Abstentions    | Abstentions                           | 54 274       | 30,81        | 60 112      | 34,14       |        |
| Votants        | Votants                               | 121 879      | 69,19        | 115 984     | 65,86       |        |
| Blancs et nuls | Blancs et nuls                        | 7 914        | 6,49         | 16 648      | 14,35       |        |
| Exprimés       | Exprimés                              | 113 965      | 93,51        | 99 336      | 85,65       |        |

### Résultats par circonscription

#### Première circonscription (Lons-le-Saunier)
| Candidat       | Candidat                | Parti          | Premier tour | Premier tour | Second tour | Second tour |  |
| Candidat       | Candidat                | Parti          | Voix         | %            | Voix        | %           |  |
| -------------- | ----------------------- | -------------- | ------------ | ------------ | ----------- | ----------- |  |
|                | Jacques Pélissard élu   | RPR (UPF)      | 17 394       | 44,4         | 23 324      | 57,55       |  |
|                | Alain Brune sortant     | PS (ADFP)      | 8 853        | 22,6         | 17 203      | 42,45       |  |
|                | Jean-Marie Carrion      | FN             | 3 797        | 9,69         |             |             |  |
|                | Pierre Gasne            | PCF            | 2 226        | 5,68         |             |             |  |
|                | Jacques-Médéric Chevrot | Divers         | 1 871        | 4,78         |             |             |  |
|                | Jacques Lançon          | UÉD            | 1 833        | 4,68         |             |             |  |
|                | Lakdar Benharira        | Les Verts (EÉ) | 1 468        | 3,75         |             |             |  |
|                | Catherine De Guili      | LT-LNÉ         | 670          | 1,71         |             |             |  |
|                | Raoul Chavet            | PT             | 497          | 1,27         |             |             |  |
|                | Louis Prost             | Divers         | 477          | 1,22         |             |             |  |
|                | Jesuvino Caseiro        | UDI            | 87           | 0,22         |             |             |  |
|                |                         |                |              |              |             |             |  |
| Inscrits       | Inscrits                | Inscrits       | 61 251       | 100,00       | 61 196      | 100,00      |  |
| Abstentions    | Abstentions             | Abstentions    | 19 291       | 31,49        | 17 543      | 28,67       |  |
| Votants        | Votants                 | Votants        | 41 960       | 68,51        | 43 653      | 71,33       |  |
| Blancs et nuls | Blancs et nuls          | Blancs et nuls | 2 787        | 6,64         | 3 126       | 7,16        |  |
| Exprimés       | Exprimés                | Exprimés       | 39 173       | 93,36        | 40 527      | 92,84       |  |

#### Deuxième circonscription (Saint-Claude)
| Candidat       | Candidat                      | Parti          | Premier tour | Premier tour | Second tour | Second tour |  |
| Candidat       | Candidat                      | Parti          | Voix         | %            | Voix        | %           |  |
| -------------- | ----------------------------- | -------------- | ------------ | ------------ | ----------- | ----------- |  |
|                | Jean Charroppin sortant réélu | RPR (UPF)      | 12 688       | 39,42        | 15 264      | 100,00      |  |
|                | Pierre Guichard               | diss. UDF      | 4 177        | 12,98        | Retrait     | Retrait     |  |
|                | René Bernard                  | FN             | 4 038        | 12,55        |             |             |  |
|                | Ernest Delacroix              | PS (ADFP)      | 3 879        | 12,05        |             |             |  |
|                | Michel Moreau                 | UDI            | 2 587        | 8,04         |             |             |  |
|                | Francis Lahaut                | PCF            | 2 037        | 6,33         |             |             |  |
|                | Noël-Georges Grenier          | Divers droite  | 1 083        | 3,36         |             |             |  |
|                | Françoise Socié               | GÉ (EÉ)        | 815          | 2,53         |             |             |  |
|                | Chantal Pététin               | LT-LNÉ         | 443          | 1,38         |             |             |  |
|                | Maryse Verdière               | RDRP           | 441          | 1,37         |             |             |  |
|                |                               |                |              |              |             |             |  |
| Inscrits       | Inscrits                      | Inscrits       | 50 884       | 100,00       | 50 884      | 100,00      |  |
| Abstentions    | Abstentions                   | Abstentions    | 16 411       | 32,25        | 25 943      | 50,98       |  |
| Votants        | Votants                       | Votants        | 34 473       | 67,75        | 24 941      | 49,02       |  |
| Blancs et nuls | Blancs et nuls                | Blancs et nuls | 2 285        | 6,63         | 9 677       | 38,8        |  |
| Exprimés       | Exprimés                      | Exprimés       | 32 188       | 93,37        | 15 264      | 61,2        |  |

#### Troisième circonscription (Dole)
| Candidat       | Candidat                       | Parti          | Premier tour | Premier tour | Second tour | Second tour |  |
| Candidat       | Candidat                       | Parti          | Voix         | %            | Voix        | %           |  |
| -------------- | ------------------------------ | -------------- | ------------ | ------------ | ----------- | ----------- |  |
|                | Gilbert Barbier élu            | UDF (AD)       | 16 895       | 39,66        | 23 457      | 53,87       |  |
|                | Dominique Voynet               | Les Verts (EÉ) | 7 260        | 17,04        | 20 088      | 46,13       |  |
|                | Jean-Pierre Santa Cruz sortant | PS (ADFP)      | 5 839        | 13,71        |             |             |  |
|                | Jean-Étienne Normand           | FN             | 5 161        | 12,11        |             |             |  |
|                | Maurice Faivre-Picon           | PCF            | 3 973        | 9,33         |             |             |  |
|                | Jean Bordat                    | UDI            | 1 172        | 2,75         |             |             |  |
|                | Lydie Gendre                   | LO             | 733          | 1,72         |             |             |  |
|                | Alfred Prone                   | LT-LNÉ         | 525          | 1,23         |             |             |  |
|                | Marie-Christine Verdière       | RDRP           | 500          | 1,17         |             |             |  |
|                | Michel Chabert                 | PT             | 375          | 0,88         |             |             |  |
|                | Michel Gougeon                 | Divers         | 171          | 0,40         |             |             |  |
|                |                                |                |              |              |             |             |  |
| Inscrits       | Inscrits                       | Inscrits       | 64 018       | 100,00       | 64 016      | 100,00      |  |
| Abstentions    | Abstentions                    | Abstentions    | 18 572       | 29,01        | 16 626      | 25,97       |  |
| Votants        | Votants                        | Votants        | 45 446       | 70,99        | 47 390      | 74,03       |  |
| Blancs et nuls | Blancs et nuls                 | Blancs et nuls | 2 842        | 6,25         | 3 845       | 8,11        |  |
| Exprimés       | Exprimés                       | Exprimés       | 42 604       | 93,75        | 43 545      | 91,89       |  |